# ZDF
2-й Канал Німецького Телебачення (нім. Zweites Deutsches Fernsehen, скорочено ZDF) — німецька громадська телекомпанія, заснована в Майнці. Її було створена всіма федеральними землями Німеччини. ZDF фінансується за рахунок плати за громадське мовлення та реклами. ZDF відома телевізійними форматами «HEUTE» (останні новини; впроваджені у 1963 році) та «Wetten, dass..?» (розважальне шоу, створене в 1981 році). Томас Беллут — генеральний директор ZDF — був обраний Радою з телебачення у 2011 році. ZDF з лютого 2000 року використовує дизайн, який створив Хі Лант.

## Історія ZDF

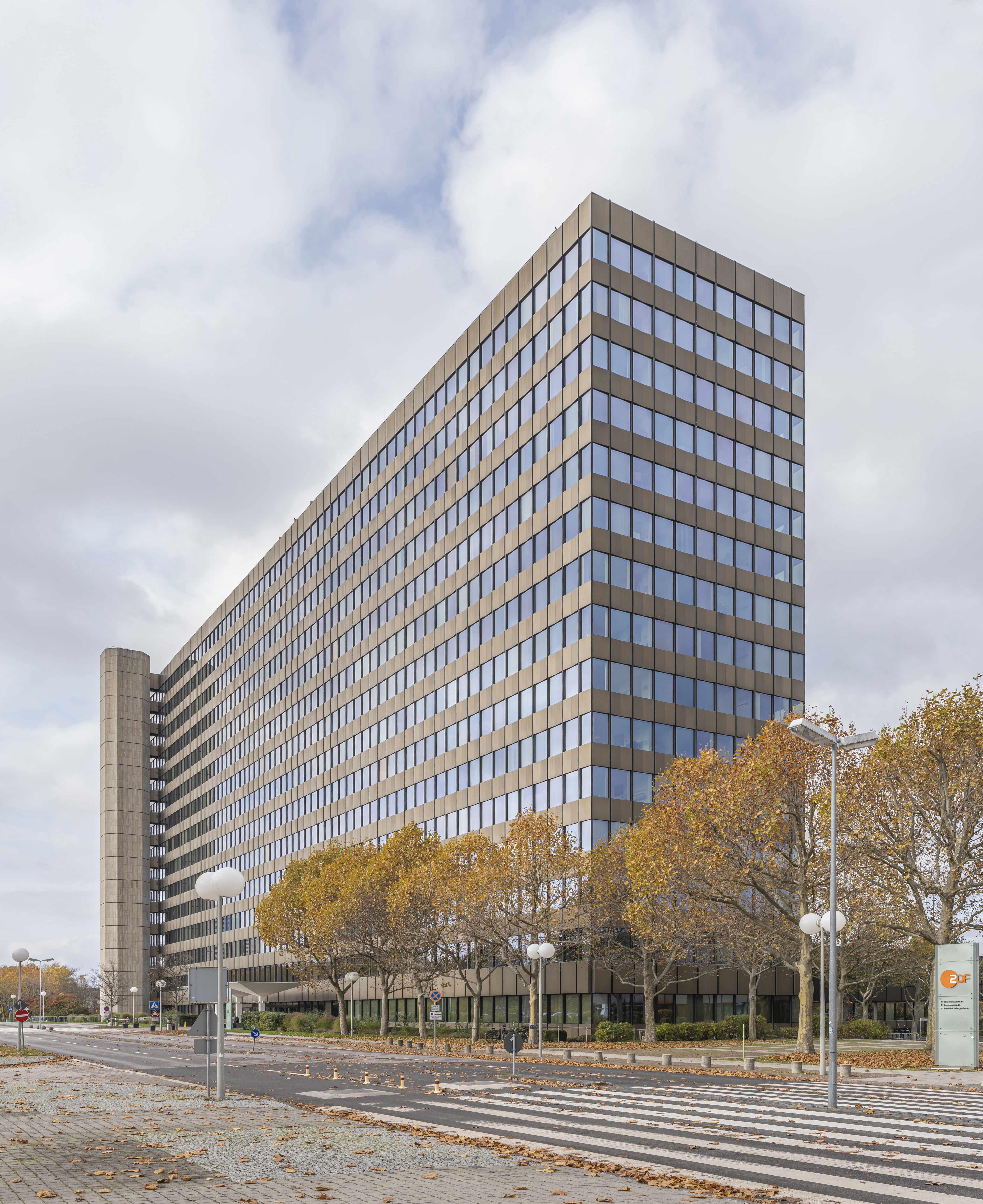
Штаб-квартира ZDF у Майнці

Історія створення ZDF сягає 1950-х рр., коли федеральний канцлер Конрад Аденауер намагався покласти телемедіа, що бурхливо розвивалось, під контроль держави. Одним з напрямків наступу федеральної влади на ЗМІ стала спроба створити державний другий канал на противагу суспільно-правовому першому каналу ARD Das Erste. Зіткнувшись з серйозною опозицією — функціонерами ARD, що не бажали терпіти державних конкурентів, так і урядами федеральних земель, що не хотіли посилення федерального центру, Аденауер намагався втілити свій проєкт аж до початку 1960-х рр., поки в 1962 р. вердикт федерального конституційного суду визнав саму можливість створення державного телебачення незаконною і заборонив федеральному центру будь-які спроби створення подібних ЗМІ. Як альтернатива був створений другий, також суспільно-правовий канал — ZDF. Він відрізнявся від ARD тим, що ARD була децентралізованою структурою, співдружністю множини місцевих компаній, а ZDF створювалася спочатку як вертикально організований, централізований проєкт. Тим часом Аденауерові вдалося домогтися деякого мінімального успіху — так, в керуючій раді ZDF більшість місць займали представники Християнсько-демократичного союзу (ХДС), до якої належав і канцлер — на відміну від більшості рад на ARD, де позиції ХДС були не такі сильні. Сьогодні в керуючій раді представлені представники 16 земель ФРН, католики, протестанти, євреї, інші організації та партії.
Станція розпочала мовлення в Ешборні (недалеко від Франкфурта-на-Майні) 1 квітня 1963 року із виступу першого генерального директора Карла Холзамера. Першу програму в кольорі телекомпанія випустила в ефір у 1967 році. У 1974 році ZDF перемістив свою основну базу до Майнца-Лерхенберга, пізніше на недовгий час — до Вісбадена. Сьогодні штаб-квартира ZDF знаходиться у Майнці.
ZDF очолює генеральний директор (інтендант), який обирається Радою телебачення ZDF.

### Генеральні директори з дня заснування ZDF

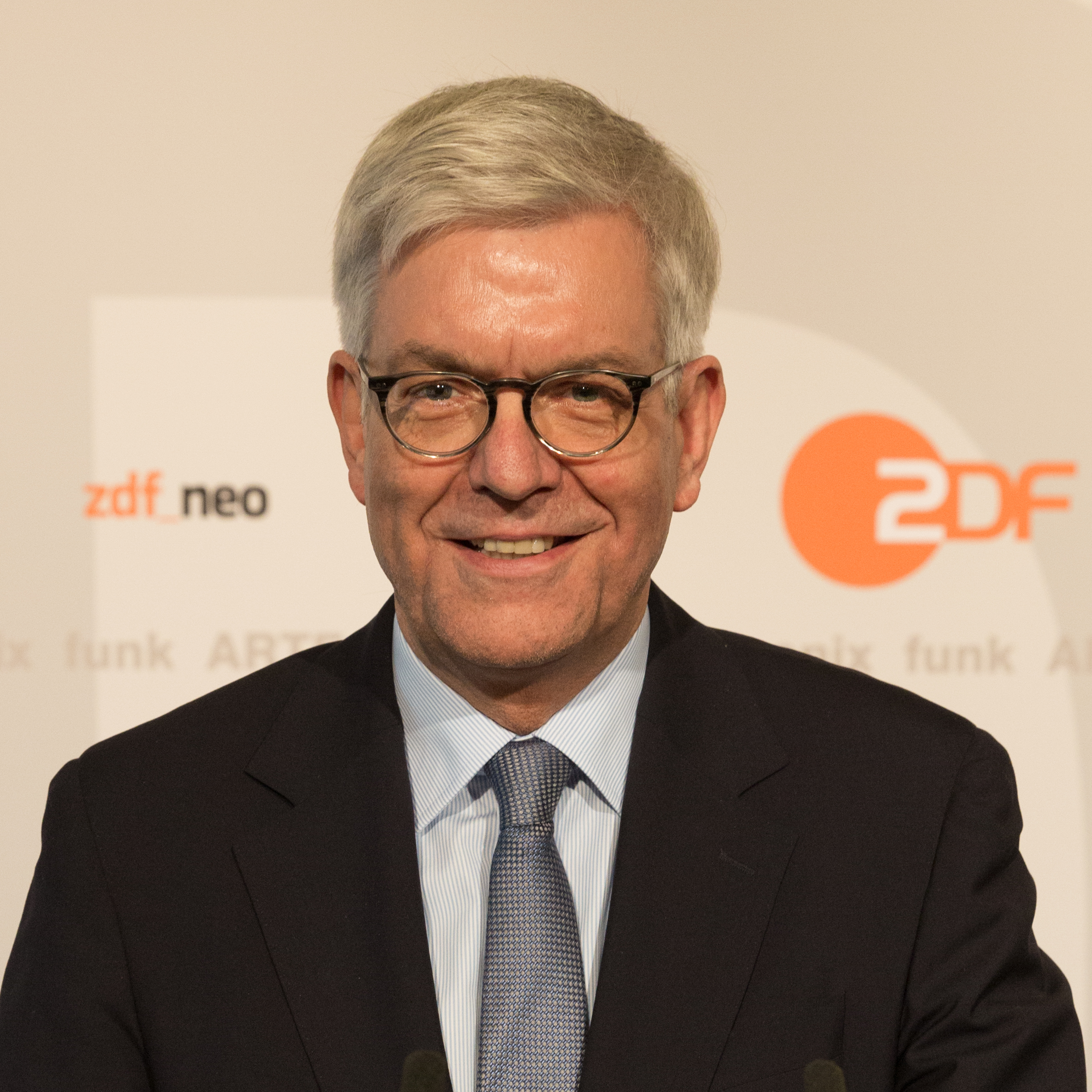
Томас Беллут

- 1963—1977: Карл Гольцамер[de]
- 1977—1982: Карл-Гюнтер фон Газе[de]
- 1982—2002: Дітер Штольте
- 2002—2012: Маркус Шахтар
- з 2012 року: Томас Беллут

## Сучасний стан
ZDF займає стійке положення на ринку німецьких медіа. Телевізійний комплекс в Майнці-Лерхенберзі, побудований у 1980-х роках, досі є одним з найсучасніших і найупорядкованіших телевізійних комплексів Німеччини. Рекламна кампанія, обрана ZDF в останні роки, спрямована на залучення більш молодої та динамічної аудиторії, на противагу консервативному ARD. У 2001 році ZDF виробив ребрендинг, замінивши свій старий блакитно-зелений логотип на більш динамічний помаранчевий.

### Керівники ZDF
- Директор (Intendant) — Томас Беллут
- Програмний директор (Programmdirektor) — Норберт Гіммлер
- Головний редактор (Chefredakteur) — Петер Фрай
- Адміністративний директор (Verwaltungsdirektor) Ганс Йоахім Зуха

## Ставлення до України
ZDF у своїх багатьох програмах приділяє багато уваги Україні ще з часів Революції Гідності та АТО, розповідаючи про всі аспекти життя країни, яка обрала шлях до Євросоюзу.
З початком повномасштабного вторгнення російської армії в Україну ZDF пішло на безпрецедентний крок, вирішивши забезпечити постійну приступність знімальних груп в Україні. З 24 лютого 2022 року кореспонденти ZDF кожного дня роблять репортажі з України. Завдяки цьому глядачі ZDF мають можливість отримувати щодня актуальну інформацію про те, що відбувається на фронті, прифронтових територіях та в усіх регіонах, які щодня страждають від російських обстрілів.
Кореспонденти ZDF зняли багато документальних фільмів про злочини російської армії проти цивільного населення в Україні, були серед перших кореспондентів, які потрапили у звільнену Бучу, Ірпінь, населені пункти Харківщини, Донеччини, Херсонщини, Миколаївщини та показали наслідки російської окупації.
30 грудня 2023 року знімальна група ZDF постраждала в результаті прямого потрапляння російської ракети в готель Kharkiv Palace.
29 січня 2024 року журналіст телеканалу, керівник представництва ZDF в росії Армін Кьорпер відвідав окупований російською армією український Маріуполь. Репортажі Арміна Кьорпера викликали критику з боку українських та іноземних медіа. В соцмережах журналіста звинувачували в тому, що він, розповідаючи про життя в окупованому російською армію місті, не згадав про те, хто саме знищив місто.
Речник МЗС України Олег Ніколенко заявив, що візит керівника представництва ZDF в росії до окупованого Маріуполя без згоди України став порушенням українського законодавства.
Після критики 30 січня телеканал ZDF заявив: «У своїх репортажах з України ZDF ніколи не залишав сумнівів у тому, що Маріуполь є територією, незаконно окупованою Росією, а також у тому, хто є агресором, а хто жертвою у цій війні».

## Плата за суспільне мовлення
З 1 січня 2009 року плата у Німеччині за громадське мовлення (радіо, телебачення, інтернет-медіа) становить 17,98 € на місяць. Ці внески не стягує безпосередньо ZDF. Цим займається організація GEZ-Gebühren. Ці внески покривають велику частину затрат на продукцію, оформлення та транслювання державних каналів. До таких у Німеччині відносяться ARD, ZDF, ARTE, Deutschlandradio та інші  [Архівовано 9 листопада 2013 у Wayback Machine.]. Кожен житель Німеччини зобов'язаний виплатити цей ліцензійний збір за користування радіо, телебачення або іншим відповідним пристроєм (наприклад, комп'ютером або мобільним телефоном з доступом до Інтернету).
Оскільки ZDF є каналом, а не мережею, то він транслюється по свій Німеччині без певних регіональних відмінностей з використанням низки сигналів ретрансляторів. Передавачі ZDF передають цифровий сигнал. Аналогові сигнали згорнули свою роботу у Німеечині упродовж 2002—2008 років.
ZDF включає низку каналів, які виходять у цифровій якості з 1997 року. Їх можна дивитись і через супутник (ASTRA 1H) та по кабелю.

## Телеканали
1. ZDFneo — поєднання розваг, документальних фільмів, фантастики, музики і комедії. Він прийшов на зміну ZDFdoku в листопаді 2009 року і користується найбільшою популярністю у віковій групі від 25 до 49 років.
2. ZDFinfo — факти із журналів ZDF і 3sat в галузі мистецтва, науки, економіки, навколишнього середовища, охорони здоров'я, поточні події і новини.
3. ZDFkultur замінив ZDFtheaterkanal у травні 2011 і пропонує більш широке коло мистецтва, включаючи, наприклад, поп-музику та ігри.
4. ZDFmobil включає ZDF, 3sat, KI.KA / ZDFneo (поділ часу) і ZDFinfo.

## Онлайн
На офіційному сайті ZDF.de пропонується довідкова інформація про програми ZDF та їх героїв; ZDFheute є миттєвим сервісом новин для користувачів Інтернету; ZDFtivi — сайт для дітей.
ZDF пропонує все більше число архівних елементів і навіть повні програми для перегляду за запитом через ZDFMediathek (інтегрована платформа потокового відео, яка також включає в себе RSS-канали та подкасти послуг). ZDFMediathek зараз має тенденцію до розширення з четвертини програм ZDF до половини. Вона буде офіційно представлена як повноцінний телесервіс на Internationale Funkausstellung. Це означає, що програми ZDF будуть доступні в ZDFMediathek у будь-який час упродовж одного тижня після оригінальної трансляції.
Глядачам, які мають додаткове цифрове обладнання і спеціальне програмне забезпечення, а також доступ до ADSL і VDSL (платформи були запущені торік), вже можна дивитися програми з ZDFMediathek на своїх телевізорах. Глядач за допомогою відеоподкасту або UMTS на своїх Ноутбуках.

## ZDF у цифрах
Суспільне мовлення в Німеччині в значній мірі фінансується за рахунок абонентської плати, заборгованості домогосподарств за радіо чи телебачення (37 млн). За рекомендацією незалежної групи експертів, рівень плати встановлюється спільним рішенням усіх федеральних земельземель на строк до п'яти років. Тарифи стягуються на GEZ — агентство, спеціально створене для цієї мети громадськими мовниками. Доходи розподіляються між ZDF і регіональними станціями громадського мовлення асоціації ARD, яка також запускає ряд телевізійних каналів і радіостанцій.
Ліцензійний збір складається з двох елементів: базовий тариф (нині 5,76 євро на місяць) і телевізійна плата (12,22 €). Домогосподарства, які користуються телевізорами, таким чином, зобов'язані платити 17,98 євро на місяць (215,76 на рік). Частка ZDF становить 26 відсотків  [Архівовано 13 листопада 2016 у Wayback Machine.].
| Дохід у млн. євро      | 2012 | 2011 | 2010 |
| ---------------------- | ---- | ---- | ---- |
| Плата за телебачння    | 1719 | 1719 | 1753 |
| Реклама та спонсорство | 148  | 131  | 151  |
| Інші доходи            | 161  | 143  | 142  |
| Разом                  | 2028 | 1993 | 2046 |

Реклама і спонсорство є іншими важливими джерелами фінансування. Рекламний час для ZDF і ARD законодавчо обмежений до максимум двадцяти хвилин на день з понеділка по суботу до 20 години.
З моменту запуску перших комерційних телевізійних станцій у Німеччині в 1984 році ZDF ARD активно конкурують за увагу глядачів. Сьогодні ці дві конкуруючі групи ЗМІ домінують у комерційному секторі телебачення в Німеччині.
Понад 90 відсотків глядачів отримують телевізійний сигнал по кабелю або через супутник. Відповідно платне телебачення і на сьогодні у Німеччині не має значного впливу  [Архівовано 13 листопада 2016 у Wayback Machine.].

### Частка аудиторії
| Телеканал                                        | 2012 рік | 2011 рік |
| ------------------------------------------------ | -------- | -------- |
| ZDF                                              | 12,6     | 12,1     |
| Партнерські телеканали (3sat/ARTE/KI.KA/PHOENIX) | 4,3      | 4,2      |
| ARD                                              | 12,3     | 12,4     |
| RTL                                              | 12,3     | 14,1     |
| Sat 1                                            | 9,4      | 10,1     |
| Pro Sieben                                       | 5,9      | 6,2      |
| Vox                                              | 5,8      | 5,6      |
| Kabel 1                                          | 3,9      | 4,0      |
| RTL 2                                            | 4,0      | 3,6      |
| 7 regional ARD                                   | 12,7     | 12,6     |
| Інші                                             | 16,8     | 15,1     |

## Партнерські теле- та радіопродукти
Крім свого основного телеканалу ZDF, в тому числі послуги телетексту — ZDFtext, німецьке телебачення ZDF працює або індивідуально, або з партнерами (ряд телевізійних каналів і пов'язаних з ними послуг засобів масової інформації).

### 3sat
Запущений в 1984 році, є найтривалішим європейським проєктом супутникового телебачення з чотирьох німецькомовних суспільних мовників ARD і ZDF (Німеччина), ORF (Австрія) і SF-DRS (Швейцарія). Наповнення 3sat в основному культурне. Центр каналу розміщений на ZDF в Майнці.

### ARTE

Двомовний європейський культурний канал. Франко-німецьке співробітництво розпочалось в 1992 році. З тих пір він увійшов у партнерські відносини з рядом європейських суспільних мовників; спільна відповідальність лежить на його акціонерах (ARTE France 50 %, ARD і ZDF — 25 % кожний).

### KiKA

Спільний дитячий канал ZDF та ARD. Відколи він почав транслюватись (1997 р.), відтоді пропонує вільну від насильства якісну альтернативу для молодої аудиторії.

### PHOENIX

Телеканал Phoenix — спільний проєкт ZDF та ARD, який почав транслюватись у 1997 році. Він спеціалізується на поглибленому аналіз і прямій трансляції політичних дебатів і громадських заходів.

### DW-tv
Громадський мовник компанії Deutsche Welle, який передає деякі програми ZDF для міжнародної аудиторії.

### Deutschlandradio
Deutschlandradio з двома національними каналами радіо «Deutschlandfunk» і «Deutschlandradio Kultur» спільно управляють ZDF і ARD. Національне громадське радіо співпрацює із ZDF у різних галузях, наприклад, адміністрації та навчанні, а також відбувається одночасна трансляція постійних телевізійних ток-шоу на радіохвилях [Архівовано 13 листопада 2016 у Wayback Machine.].

## Членство ZDF
ZDF стала повноправним членом Європейського мовного союзу в 1963 році. Вона також має безліч окремих угод про співпрацю з мовними компаніями по всьому світу. ZDF є прихильником HbbTV (Телевізійного стандарту для передачі додатків з інтернету на телевізор), який сприяє створенню відкритого європейського стандарту для змішаних телевізійних приставок для користування мультимедійними додатками з єдиного користувальницького інтерфейсу.